# 한국금융학회
사단법인 한국금융학회(Korea Money and Finance Association, KMFA)는 금융 분야의 학문 발전을 도모하고 금융산업의 발전에 기여하는 목적으로 1989년 6월 9일에 설립된 학술단체이다. 사무실은 서울특별시 마포구 도화4길 82 예당빌딩 4층에 있다. 관련 분야의 연구 및 조사, 학술지 및 서적을 발행, 국내외 단체와의 교류 등을 활동하고 있다. 한국금융연구원과 공동으로 발간하는 학술지 《금융연구》가 있다.

## 주요 사업
- 금융학 및 이에 관련된 학술의 연구 및 조사
- 한국의 금융산업 발전에 관한 연구
- 학술지 및 서적의 발간
- 연구발표회 및 강연회의 개최
- 본 회와 목적을 같이하는 단체들과의 교류
- 본 회의 목적을 지원하기 위한 수익사업

## 임원
- 회장
- 차기회장
- 수석편집위원장
- 감사
- 부회장
- 간사
- 유임이사
- 신임이사

## 학술지
- 《금융연구》 - 한국금융연구원과 공동으로 발간하고 있다.